# Staraja Russa
Staraja Russa (russisk: Старая Русса, tr. Staraja Russa; dansk: ~ gamle Russa) er en by i Novgorod oblast, Rusland, som ligger ved floden Polist (en biflod til Lovat), 99 km syd for Velikij Novgorod. Dens befolkning er faldet støt i de seneste år, fra 41.538 registreret i folketælling fra 1989 til 35.511 i 2002 og 31.809 ved folketællingen i 2010 og har nu 27.377 indbyggere (Januar 2021). Staraja Russa var allerede i 1167 en af de mindre byer i republikken Novgorod. Byen blev indtaget af svenskerne 1611, og 1614 vandt Jakob De la Gardie en betydningsfuld sejr over russerne i den ingermanlandske krig ved Staraja Russa.

## Historie
Byen formodes at være opstået i midten af 900-tallet. Staraja Russa blev første gang nævnt i krøniker under året 1076, som en af de tre hovedbyer i Novgorod, ved siden af Pskov og Ladoga. Navnet stammer fra væringerne, som kaldte sig selv "Rus" og bosatte sig i nærheden for at kontrollere de vigtige handelsruter fra Novgorod til Polotsk og Kijev. 
Trehusbebyggelsen i Russa blev brændt ned til grunden i 1190 og 1194. I 1478 blev Novgorod, og dermed også Russa, indlemmet i Storfyrstendømmet Moskva. Ordet Staraja (gammel) blev føjet til navnet i 1400-tallet for at skille den fra nyere bosætning med samme navn.
I 1400-1600-tallet forandrede den gamle handelsby sig til et velstående industrielt center med udvinding af salt som den ledende forretningsvirksomhed. Byen var helt frem til midten af 1800-tallet en yderst vigtig saltleverandør til Moskva-området. Da Ivan den grusomme besteg tronen, var Staraja Russa den fjerde mest folkerige by i Rusland efter Moskva, Pskov og Novgorod. Under Forvirringens tid (1598–1613) var byen besat af polske røverbander og blev stærkt affolket. Kun 38 mennesker boede der i 1613.
I 1824 oprettede zar Alexander I de såkaldte militære bosættelser nær Staraja Russa, der blev åsted for et oprør i 1831, som en del af det såkaldte Koleraoprør. Byen blev skildret som Skotoprigonijevsk i Dostojevskijs roman Brødrene Karamazov (1879–80). 
Byen var besat af tyskerne mellem 9. august 1941 og 18. februar 1944. Byen led stærkt under den tyske besættelse men er senere genopbygget.